# Émile Boirac
PhDr. Émile Boirac, také psáno Emil Boirac, (26. srpna 1851, Guelma, Alžír – 20. září 1917, Dijon) byl rektor univerzity v Grenoblu, francouzský esperantista a předseda prvního světového kongresu esperanta v Boulogne sur Mer.
Boirac byl jeden z nejlepších stylistů, autor vícero jazykových studií a rozsáhlého slovníku esperantsko-esperantského. Přeložil Monadologii od Liebnize, od Molièra Dona Juana, od Van Dyka La Kvara Mago. Od něho pochází heslo: „Esperanto je latinou demokracie.“

## Dílo
- Ŝlosileto kvarlingva (1903)
- Perdita kaj retrovita (1905)
- Qu'est-ce que l'espéranto? (1906)
- Le Congrès espérantiste de Genève (1906)
- Pri la homa radiado (1906)
- Plena Vortaro E-E-a (1909)
- Le problème de la langue internationale (1911)
- Vortaro de la Oficialaj Radikoj (1911)
- Fundamentaj principoj de la vortaro esperanta (1911)
- L'Avenir des Sciences Psychiques (1917)